# 2. Fußball-Bundesliga 2024-2025
La 2. Fußball-Bundesliga 2024-2025 è stata la 51ª edizione del secondo livello del campionato tedesco di calcio. La stagione è iniziata il 2 agosto 2024 e si é conclusa il 18 maggio 2025.

## Stagione

### Novità
| Promosse dalla 3. Liga              | Retrocesse dalla Bundesliga | Promosse in Bundesliga  | Retrocesse in 3. Liga         |
| ----------------------------------- | --------------------------- | ----------------------- | ----------------------------- |
| Ulma Preußen Münster Jahn Ratisbona | Colonia Darmstadt           | St. Pauli Holstein Kiel | Hansa Rostock Osnabrück Wehen |

## Squadre partecipanti
| Club                   | Stagione | Città               | Stadio                         | Stagione precedente                           |
| ---------------------- | -------- | ------------------- | ------------------------------ | --------------------------------------------- |
| Amburgo                | dettagli | Amburgo             | Volksparkstadion               | 4º posto in 2.Bundesliga                      |
| Colonia                | dettagli | Colonia             | RheinEnergieStadion            | 17º posto in Bundesliga, retrocessa           |
| Darmstadt              | dettagli | Darmstadt           | Stadion am Böllenfalltor       | 18º posto in Bundesliga, retrocessa           |
| Eintracht Braunschweig | dettagli | Braunschweig        | Eintracht-Stadion              | 15º posto in 2.Bundesliga                     |
| Elversberg             | dettagli | Spiesen-Elversberg  | Waldstadion an der Kaiserlinde | 11º posto in 2.Bundesliga                     |
| Fortuna Düsseldorf     | dettagli | Düsseldorf          | Merkur Spiel-Arena             | 3º posto in 2.Bundesliga                      |
| Greuther Fürth         | dettagli | Fürth               | Sportpark Ronhof               | 8º posto in 2.Bundesliga                      |
| Hannover 96            | dettagli | Hannover            | HDI-Arena                      | 6º posto in 2.Bundesliga                      |
| Hertha Berlino         | dettagli | Berlino             | Olympiastadion                 | 9º posto in 2.Bundesliga                      |
| Jahn Ratisbona         | dettagli | Ratisbona           | Continental Arena              | 3º posto in 3. Liga, promossa dopo il playoff |
| Kaiserslautern         | dettagli | Kaiserslautern      | Fritz-Walter-Stadion           | 13º posto in 2.Bundesliga                     |
| Karlsruhe              | dettagli | Karlsruhe           | Wildparkstadion                | 5º posto in 2.Bundesliga                      |
| Magdeburgo             | dettagli | Magdeburgo          | MDCC-Arena                     | 14º posto in 2.Bundesliga                     |
| Norimberga             | dettagli | Norimberga          | Max-Morlock-Stadion            | 12º posto in 2.Bundesliga                     |
| Paderborn              | dettagli | Paderborn           | Benteler-Arena                 | 7º posto in 2.Bundesliga                      |
| Preußen Münster        | dettagli | Monaco di Vestfalia | Preußenstadion                 | 2º posto in 3. Liga, promossa                 |
| Schalke 04             | dettagli | Gelsenkirchen       | Veltins-Arena                  | 10º posto in 2.Bundesliga                     |
| Ulma                   | dettagli | Ulma                | Donaustadion                   | 1º posto in 3. Liga, promossa                 |

## Allenatori

### Allenatori e primatisti
Aggiornata al 24 aprile 2025 
| Squadra                | Allenatore                                                       | Calciatore più presente | Capocannoniere                       |
| ---------------------- | ---------------------------------------------------------------- | ----------------------- | ------------------------------------ |
| Amburgo                | Steffen Baumgart (1-16) Loïc Favé (17) Merlin Polzin (18-)       |                         | Davie Selke (19)                     |
| Colonia                | Gerhard Struber (1ª-32ª) Friedhelm Funkel (33ª-34ª)              |                         | Damion Downs (10)                    |
| Darmstadt              | Torsten Lieberknecht (1-4) Florian Kohfeldt (5-)                 |                         | Isac Lidberg (14)                    |
| Eintracht Braunschweig | Daniel Scherning                                                 |                         | Rayan Philippe (12)                  |
| Elversberg             | Horst Steffen                                                    |                         | Fisnik Asllani (17)                  |
| Fortuna Düsseldorf     | Daniel Thioune                                                   |                         | Dawid Kownacki (12)                  |
| Greuther Fürth         | Alexander Zorniger (1-12) Jan Siewert (13-)                      |                         | Noel Futkeu (10)                     |
| Hannover 96            | Stefan Leitl (1-17) André Breitenreiter (18-)                    |                         | Nicolò Tresoldi (6)                  |
| Hertha Berlino         | Cristian Fiél (1-22) Stefan Leitl (23-)                          |                         | Mickaël Cuisance Derry Scherhant (6) |
| Jahn Ratisbona         | Joe Enochs (1-10) Andreas Patz (11-)                             |                         | Noah Ganaus (4)                      |
| Kaiserslautern         | Markus Anfang                                                    |                         | Ragnar Ache (16)                     |
| Karlsruhe              | Christian Eichner                                                |                         | Budu Zivzivadze (12)                 |
| Magdeburgo             | Christian Titz                                                   |                         | Martijn Kaars (17)                   |
| Norimberga             | Miroslav Klose                                                   |                         | Stefanos Tzimas (12)                 |
| Paderborn              | Lukas Kwasniok                                                   |                         | Filip Bilbija Adriano Grimaldi (8)   |
| Preußen Münster        | Sascha Hildmann                                                  |                         | Joshua Mees (7)                      |
| Schalke 04             | Karel Geraerts (1-6) Jakob Fimpeldt (7-8) Kees van Wonderen (9-) |                         | Moussa Sylla (15)                    |
| Ulma                   | Thomas Wörle (1-25) Robert Lechleiter (26-)                      |                         | Semir Telalović (10)                 |

## Classifica
Aggiornata al 18 maggio 2025
|  | Pos. | Squadra                | Pt | G  | V  | N  | P  | GF | GS | DR  |
|  | ---- | ---------------------- | -- | -- | -- | -- | -- | -- | -- | --- |
|  | 1.   | Colonia                | 61 | 34 | 18 | 7  | 9  | 53 | 38 | +15 |
|  | 2.   | Amburgo                | 59 | 34 | 16 | 11 | 7  | 78 | 44 | +34 |
|  | 3.   | Elversberg             | 58 | 34 | 16 | 10 | 8  | 64 | 37 | +27 |
|  | 4.   | Paderborn              | 55 | 34 | 15 | 10 | 9  | 56 | 46 | +10 |
|  | 5.   | Magdeburgo             | 53 | 34 | 14 | 11 | 9  | 64 | 52 | +12 |
|  | 6.   | Fortuna Düsseldorf     | 53 | 34 | 14 | 11 | 9  | 57 | 52 | +5  |
|  | 7.   | Kaiserslautern         | 53 | 34 | 15 | 8  | 11 | 56 | 55 | +1  |
|  | 8.   | Karlsruhe              | 52 | 34 | 14 | 10 | 10 | 57 | 55 | +2  |
|  | 9.   | Hannover 96            | 51 | 34 | 13 | 12 | 9  | 41 | 36 | +5  |
|  | 10.  | Norimberga             | 48 | 34 | 14 | 6  | 14 | 60 | 57 | +3  |
|  | 11.  | Hertha Berlino         | 44 | 34 | 12 | 8  | 14 | 49 | 51 | -2  |
|  | 12.  | Darmstadt              | 42 | 34 | 11 | 9  | 14 | 56 | 55 | +1  |
|  | 13.  | Greuther Fürth         | 39 | 34 | 10 | 9  | 15 | 45 | 59 | -14 |
|  | 14.  | Schalke 04             | 38 | 34 | 10 | 8  | 16 | 52 | 62 | -10 |
|  | 15.  | Preußen Münster        | 36 | 34 | 8  | 12 | 14 | 40 | 43 | -3  |
|  | 16.  | Eintracht Braunschweig | 35 | 34 | 8  | 11 | 15 | 38 | 64 | -26 |
|  | 17.  | Ulma                   | 30 | 34 | 6  | 12 | 16 | 36 | 48 | -12 |
|  | 18.  | Jahn Ratisbona         | 25 | 34 | 6  | 7  | 21 | 23 | 71 | -48 |

## Spareggio promozione
Allo spareggio sono ammesse la sedicesima classificata in Fußball-Bundesliga e la terza classificata in 2. Fußball-Bundesliga.
|            | Risultati |            | Luogo e data                       |
| ---------- | --------- | ---------- | ---------------------------------- |
| Heidenheim | 2 - 2     | Elversberg | Heidenheim, 22 maggio 2025         |
| Elversberg | 1 - 2     | Heidenheim | Spiesen-Elversberg, 26 maggio 2025 |
|            |           |            |                                    |

## Spareggio retrocessione
Allo spareggio retrocessione sono ammesse la sedicesima classificata in 2. Fußball-Bundesliga e la terza classificata in 3. Liga.
|                        | Risultati   |                        | Luogo e data                 |
| ---------------------- | ----------- | ---------------------- | ---------------------------- |
| Saarbrücken            | 0 - 2       | Eintracht Braunschweig | Saarbrucken, 23 maggio 2025  |
| Eintracht Braunschweig | 2 - 2 (dts) | Saarbrücken            | Braunschweig, 27 maggio 2025 |
|                        |             |                        |                              |

## Risultati

### Tabellone
Aggiornato al 28 giugno 2025
Ogni riga indica i risultati casalinghi della squadra segnata a inizio della riga, contro le squadre segnate colonna per colonna (che invece avranno giocato l'incontro in trasferta). Al contrario, leggendo la colonna di una squadra si avranno i risultati ottenuti dalla stessa in trasferta, contro le squadre segnate in ogni riga, che invece avranno giocato l'incontro in casa.
|                        | HSV  | COL  | DAR  | EiB  | ELV  | FoD  | GrF  | HAN  | HeB  | RAT  | KAI  | KAR  | MAG  | NOR  | PAD  | PrM  | SCH  | ULM  |
| ---------------------- | ---- | ---- | ---- | ---- | ---- | ---- | ---- | ---- | ---- | ---- | ---- | ---- | ---- | ---- | ---- | ---- | ---- | ---- |
| Amburgo                | –––– | 1-0  | 2-2  | 2-4  | 0-0  | 4-1  | 5-0  | 2-2  | 1-1  | 5-0  | 3-0  | 1-2  | 3-1  | 1-1  | 2-2  | 4-1  | 2-2  | 6-1  |
| Colonia                | 1-2  | –––– | 2-1  | 5-0  | 1-0  | 1-1  | 1-0  | 2-2  | 0-1  | 1-1  | 4-0  | 4-4  | 1-2  | 3-1  | 1-2  | 3-1  | 1-0  | 2-0  |
| Darmstadt              | 0-4  | 5-1  | –––– | 1-1  | 0-3  | 0-2  | 1-0  | 3-1  | 3-1  | 3-1  | 5-1  | 3-0  | 1-2  | 1-1  | 0-1  | 0-0  | 2-0  | 1-1  |
| Eintracht Braunschweig | 3-1  | 1-2  | 1-0  | –––– | 0-3  | 2-2  | 2-0  | 2-0  | 1-5  | 0-0  | 2-0  | 1-2  | 1-3  | 1-4  | 3-2  | 1-1  | 0-0  | 1-1  |
| Elversberg             | 4-2  | 2-2  | 4-0  | 3-0  | –––– | 1-1  | 2-0  | 3-1  | 4-0  | 6-0  | 1-0  | 2-2  | 2-5  | 2-1  | 1-3  | 0-1  | 1-4  | 1-3  |
| Fortuna Düsseldorf     | 0-3  | 2-2  | 2-2  | 5-0  | 0-2  | –––– | 1-2  | 1-0  | 2-1  | 1-0  | 3-4  | 0-0  | 2-5  | 3-3  | 1-1  | 1-0  | 2-0  | 3-2  |
| Greuther Fürth         | 3-2  | 1-1  | 1-5  | 3-0  | 0-0  | 1-2  | –––– | 1-0  | 2-1  | 2-1  | 2-4  | 2-3  | 1-1  | 0-4  | 1-1  | 3-1  | 3-3  | 0-1  |
| Hannover 96            | 1-0  | 1-0  | 1-2  | 1-1  | 1-3  | 1-1  | 1-1  | –––– | 0-0  | 2-0  | 3-1  | 2-1  | 0-0  | 2-0  | 1-1  | 2-2  | 1-0  | 3-2  |
| Hertha Berlino         | 2-3  | 0-1  | 1-1  | 3-1  | 1-4  | 0-2  | 1-0  | 1-1  | –––– | 2-0  | 0-1  | 3-1  | 1-1  | 0-0  | 1-2  | 1-2  | 1-2  | 2-2  |
| Jahn Ratisbona         | 1-1  | 0-1  | 2-1  | 1-1  | 1-0  | 0-3  | 0-4  | 0-1  | 2-0  | –––– | 0-0  | 2-2  | 0-1  | 2-1  | 0-0  | 0-3  | 2-0  | 1-0  |
| Kaiserslautern         | 2-2  | 0-1  | 2-1  | 3-2  | 1-1  | 3-1  | 2-2  | 0-0  | 3-4  | 3-0  | –––– | 3-1  | 2-2  | 1-2  | 3-0  | 2-1  | 2-1  | 2-1  |
| Karlsruhe              | 1-3  | 1-0  | 3-3  | 0-2  | 3-2  | 2-3  | 1-0  | 1-0  | 1-3  | 4-2  | 2-2  | –––– | 3-1  | 3-2  | 3-0  | 1-1  | 2-0  | 0-0  |
| Magdeburgo             | 0-3  | 3-0  | 4-1  | 1-1  | 0-0  | 4-2  | 2-2  | 0-3  | 1-3  | 3-0  | 2-0  | 2-2  | –––– | 3-4  | 1-1  | 0-5  | 2-2  | 0-0  |
| Norimberga             | 0-3  | 1-2  | 1-0  | 1-0  | 1-3  | 2-2  | 3-0  | 1-2  | 0-2  | 8-3  | 0-0  | 2-1  | 0-4  | –––– | 2-3  | 3-2  | 3-1  | 2-0  |
| Paderborn              | 2-0  | 1-2  | 3-1  | 0-0  | 1-1  | 1-2  | 1-2  | 2-1  | 1-2  | 3-0  | 5-3  | 1-2  | 2-1  | 3-2  | –––– | 2-0  | 2-4  | 0-0  |
| Preußen Münster        | 1-2  | 0-1  | 1-1  | 1-1  | 1-1  | 1-0  | 2-1  | 0-0  | 2-0  | 2-0  | 0-1  | 1-1  | 1-2  | 0-1  | 3-3  | –––– | 1-2  | 0-0  |
| Schalke 04             | 2-2  | 1-3  | 3-5  | 5-1  | 1-2  | 1-1  | 3-4  | 1-2  | 2-2  | 2-0  | 0-3  | 2-1  | 2-5  | 3-1  | 0-2  | 1-0  | –––– | 2-1  |
| Ulma                   | 1-1  | 0-1  | 2-1  | 3-1  | 0-0  | 1-2  | 1-1  | 1-2  | 2-3  | 5-1  | 1-2  | 0-1  | 1-0  | 1-2  | 0-2  | 2-2  | 0-0  | –––– |

## Statistiche

### Squadre

#### Capoliste solitarie
|    | ——        | —— | —— | —— | —— | ——                 | ——                 | ——                 | ——                 | ——          | ——          | ——        | ——        | ——        | ——  | ——      | ——  | ——  | ——      | ——      | ——      | ——      | ——  | ——      | ——      | ——      | ——      | ——      | ——      | ——      | ——      | ——      | ——  | —— |  |
|    | Paderborn |    |    |    |    | Fortuna Düsseldorf | Fortuna Düsseldorf | Fortuna Düsseldorf | Fortuna Düsseldorf | Hannover 96 | Hannover 96 | Paderborn | Paderborn | Paderborn |     | Colonia |     |     | Colonia | Colonia | Colonia | Amburgo |     | Amburgo | Amburgo | Colonia | Amburgo | Amburgo | Colonia | Colonia | Amburgo | Amburgo |     |    |  |
|    |           |    |    |    |    |                    |                    |                    |                    |             |             |           |           |           |     |         |     |     |         |         |         |         |     |         |         |         |         |         |         |         |         |         |     |    |  |
|    |           |    |    |    |    |                    |                    |                    |                    |             |             |           |           |           |     |         |     |     |         |         |         |         |     |         |         |         |         |         |         |         |         |         |     |    |  |
| 1ª | 2ª        | 3ª | 4ª | 5ª | 6ª | 7ª                 | 8ª                 | 9ª                 | 10ª                | 11ª         | 12ª         | 13ª       | 14ª       | 15ª       | 16ª | 17ª     | 18ª | 19ª | 20ª     | 21ª     | 22ª     | 23ª     | 24ª | 25ª     | 26ª     | 27ª     | 28ª     | 29ª     | 30ª     | 31ª     | 32ª     | 33ª     | 34ª |    |  |

### Individuali

#### Classifica marcatori
Aggiornata al 10 maggio 2025
| Gol |  |  | Giocatore              | Squadra                |
| --- |  |  | ---------------------- | ---------------------- |
| 22  |  |  | Davie Selke            | Amburgo                |
| 18  |  |  | Fisnik Asllani         | Elversberg             |
| 18  |  |  | Martijn Kaars          | Magdeburgo             |
| 17  |  |  | Ragnar Ache            | Kaiserslautern         |
| 16  |  |  | Moussa Sylla           | Schalke                |
| 14  |  |  | Isac Lidberg           | Darmstadt              |
| 14  |  |  | Ransford Königsdörffer | Amburgo                |
| 13  |  |  | Rayan Philippe         | Eintracht Braunschweig |
| 13  |  |  | Dawid Kownacki         | Fortuna Düsseldorf     |
| 13  |  |  | Kenan Karaman          | Schalke 04             |
| 12  |  |  | Budu Zivzivadze        | Karlsruhe              |
| 12  |  |  | Marvin Wanitzek        | Karlsruhe              |
| 12  |  |  | Stefanos Tzimas        | Norimberga             |